# Johannes Herman Frederik Umbgrove
Johannes Herman Frederik Umbgrove (* 5. Februar 1899 in Hulsberg (Limburg); † 14. Juni 1954 in Wassenaar), als Jan Umbgrove bekannt, war ein niederländischer Geologe und Geowissenschaftler.
Umbgrove studierte Geologie an der Universität Leiden. Er schloss sein Studium im Jahr 1926 ab und fand eine Anstellung als Paläontologe beim Dienst van de Mijnbouw in Nederlands Indië (Geologischer Dienst von Niederländisch-Indien), wo er tertiäre Foraminifera und Korallen untersuchte. Darüber hinaus widmete er sich dem Studium von Vulkanen, der Tektonik, der Küsten-Morphologie und der Bathymetrie der Gewässer rund um die Sundainseln.
1929 ging er zurück nach Leiden, um dort Assistent bei seinem früheren Lehrer Berend George Escher (1885–1967) zu werden. 1930 wurde er zum Professor auf den Lehrstuhl für Stratigraphie und Paläontologie an der Universität Delft berufen. Seine Forschungsarbeit war auch hier wieder multidisziplinär. Er studierte die Paläogeographie von Niederländisch-Ostindien, indem er Daten verwertete, die F.A. Vening-Meinesz durch Schweremessungen gesammelt hatte, untersuchte die Paläontologie der Korallen und Korallenriffe, betrieb tektonische und vulkanologische Forschungen und befasste sich mit der Geologie der Niederlande. Aufgrund seiner breit gestreuten Forschungen war er einer der ersten, der die Erde als veränderliches System auffasste. Diese Idee formulierte er in seinem Buch Der Puls der Erde von 1942. 1946 wurde er zum Mitglied der Königlich Niederländischen Akademie der Wissenschaften sowie zum Ehrenmitglied (Honorary Fellow) der Royal Society of Edinburgh gewählt.
1952 erkrankte er schwer und war an das Bett gefesselt, wo er bis zu seinem Tod im Jahr 1954 weiterschrieb.